# Pegomya stagnalis
Pegomya stagnalis este o specie de muște din genul Pegomya, familia Anthomyiidae, descrisă de Griffiths în anul 1982. Conform Catalogue of Life specia Pegomya stagnalis nu are subspecii cunoscute.